# إيفون كيج
إيفون كيج (بالإنجليزية: Yvonne Gage)‏ هي مغنية أمريكية، ولدت في 20 ديسمبر 1959 في شيكاغو في الولايات المتحدة.

## وصلات خارجية
- إيفون كيج على موقع ميوزك برينز (الإنجليزية)
- إيفون كيج على موقع ديسكوغز (الإنجليزية)
- الموقع الرسمي